# Riccardia fucoidea
Riccardia fucoidea är en bladmossart som först beskrevs av Olof Swartz, och fick sitt nu gällande namn av Victor Félix Schiffner. Riccardia fucoidea ingår i släktet flikbålmossor, och familjen Aneuraceae. Inga underarter finns listade i Catalogue of Life.